# Дидгори (планина)
Дидгори (груз. დიდგორი) је планина висока 1647 метара која се налази на четрдесетак километара западно од грузијског главног града Тбилисија у источном дијелу Тријалетског масива, који је дио Малог Кавказа.
На овој планини је грузијски краљ Давид IV извојевао побједу над Селџуцима 12. августа 1121. године, чиме су се Грузини ослободили селџучког јарма, након чега је услиједило Грузијско златно доба. Почетком 1990-их, на мјесту битке подигнут је импресиван спомен-комплекс, који се састоји од десетина масивних мачева побијених у земљу да истовремено изгледају као крстови, постављених око масивног бетонског стуба у облику централног стуба у средњовијековним грузијским кућама, који се зове „деда бодзи”. Географске координате спомен-комплекса су 41º45'38 N, 44º30'29 Е. Спомен-комплекс је дјело вајара Мераба Бердзенишвилија и архитекте Тамаза Габуније, који су за овај рад награђени Државном наградом Грузије 1995. године.
Од 1997. године, пред спомен-комплексом се сваког 12. августа обиљежава годишњица битке, под називом „Дидгороба“ („дан Дидгорија”).
По Дидгорију је име добио грузијски оклопни транспортер.